# The Grand Doubletree
Il The Grand Doubletree anche chiamato The Grand in passato The Venetian è un grande grattacielo situato a nord di Downtown Miami, nel quartiere di Omni, della Contea di Miami-Dade, in Florida (Stati Uniti d'America).

## Descrizione
Costruito nel 1986, ha una superficie di 325,161 m² adibita a hotel e condominio. I piani 3-9 sono occupati dalle 152 camere dell'hotel Doubletree by Hilton, l'hotel è stato rimodernato nel 2004. I Piani 10-42 sono occupati da oltre 830 appartamenti del condominio "The Grand". Gli ascensori sono collocati nella parte centrale dell'edificio, gli appartamenti si affacciano internamente su due grandi atri illuminati dalla luce naturale proveniente da due grandi lucernari in vetro.
Si tratta di edificio completo di tutti i servizi. Ha una vista su tutta la biscayne bay dal julia tuttle causeway fino al porto di miami e southbeach. Al suo interno contiene uffici e negozi, farmacia, banca, un minimarket di alimentari, gastronomia, negozi di abbigliamento, negozi di souvenir, gioiellerie, negozio di animali, ufficio noleggio auto, medico, dentista, salone di bellezza, barbiere, negozio di liquori, tintoria, quattro ristoranti, a tempo pieno concierge, valet parking, cameriere, centro benessere, centro fitness, piscina, vasche idromassaggio, sale per banchetti.
Raggiungere il The Grand da Downtown è semplice, lo si trova a un isolato a nord dalla stazione Metromover Adrienne Arsht, e due isolati a nord est del centro per le arti di Miami. A est è direttamente collegato tramite lo Skywalk all'Omni International. Dal lato mare si accede al suo porticciolo turistico il Sea Isle Marina sede del Miami International Boat Show.
Al decimo piano ci sono due grandi atri su cui si affacciano gli appartamenti. Le piscine accessibili dall'atrio del decimo piano, sono in parte riservate all'hotel, la più grande lato mare è di pertinenza del condominio.

## I Ristoranti all'interno
- Tony Chan's Water Club
- Primo's Restaurant & Lounge
- Los Gauchitos Steakhouse

## Galleria d'immagini

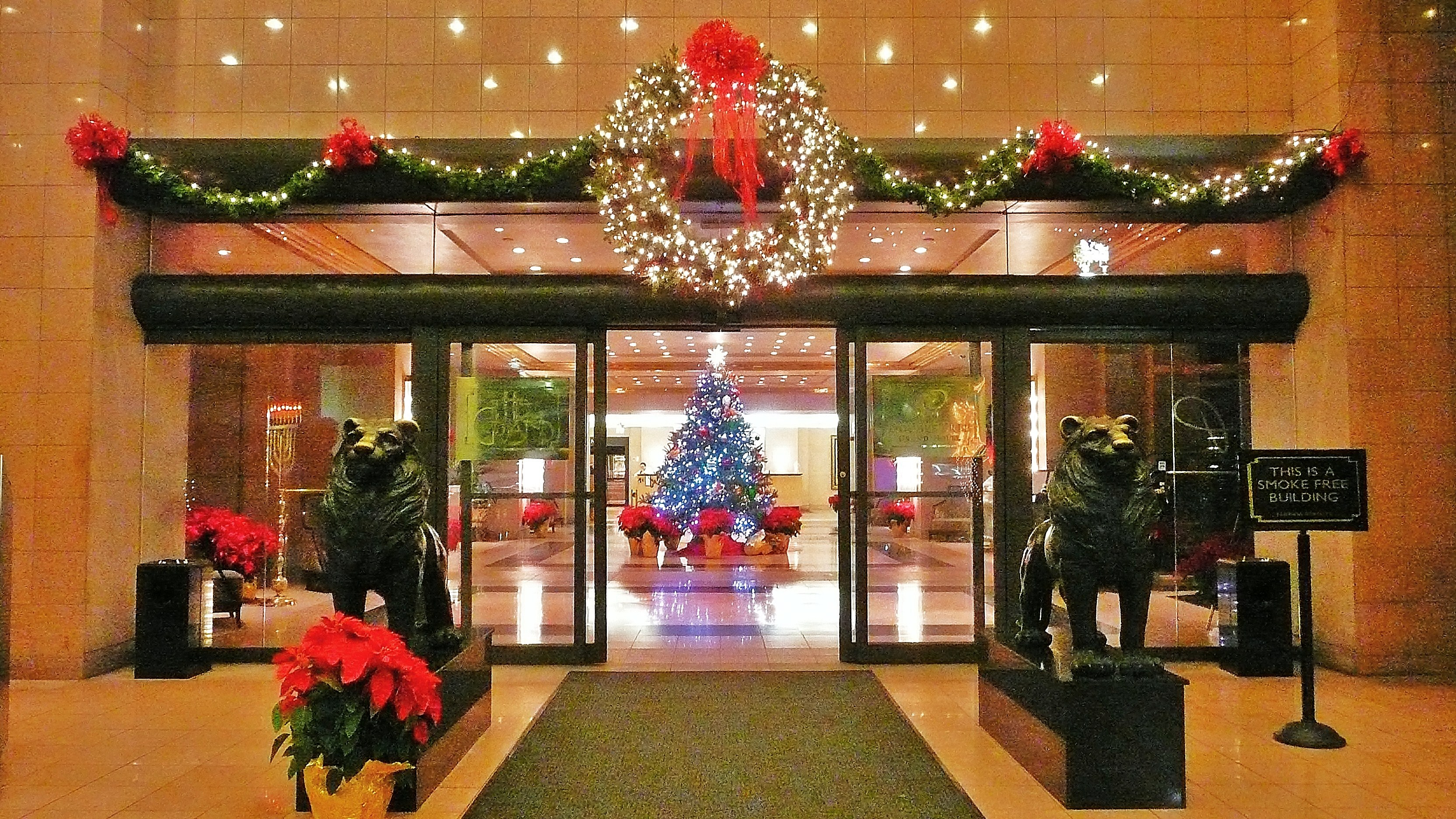
Ingresso del the Grand durante la stagione natalizia del 2010
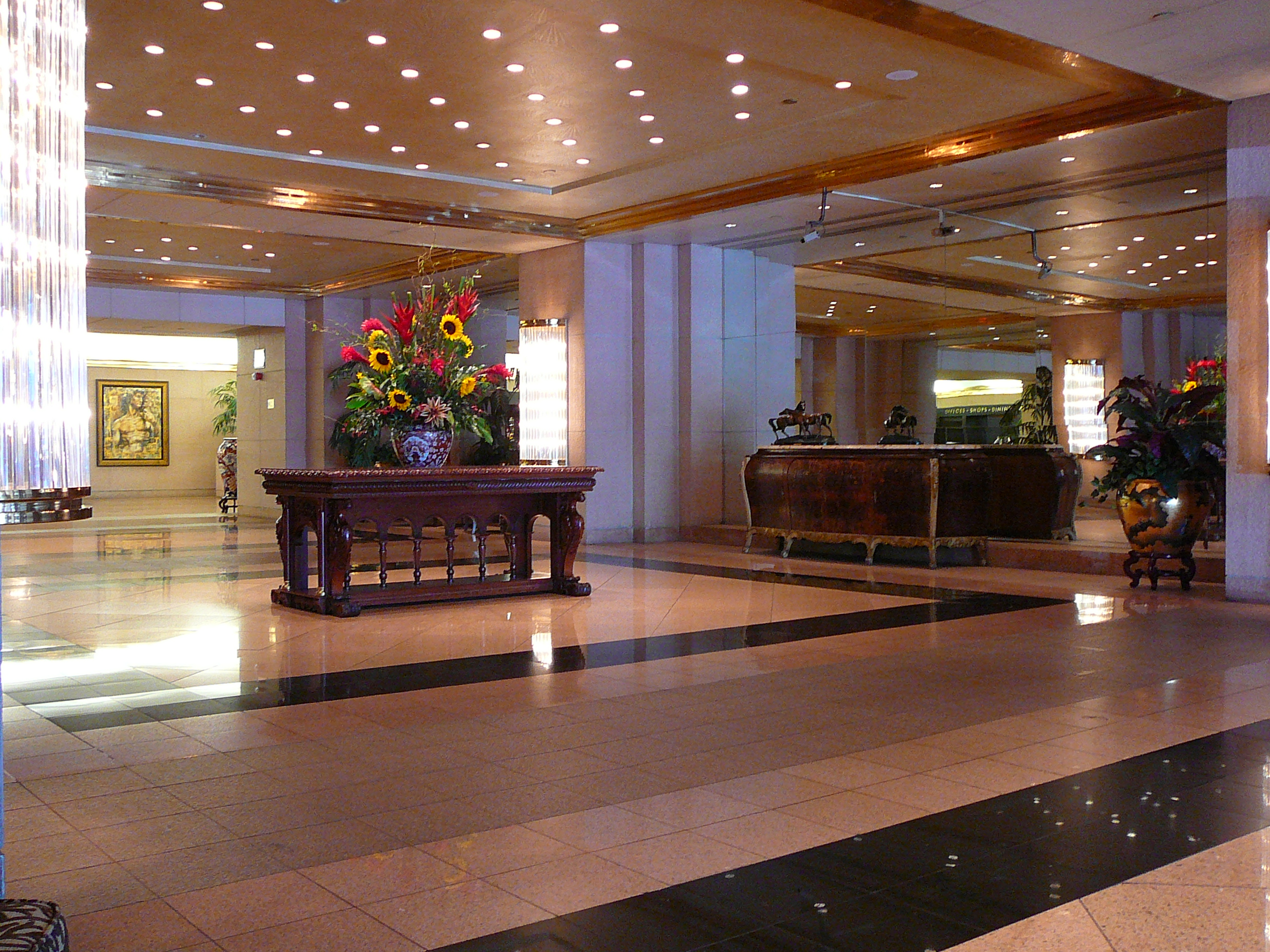
La lobby del Grand
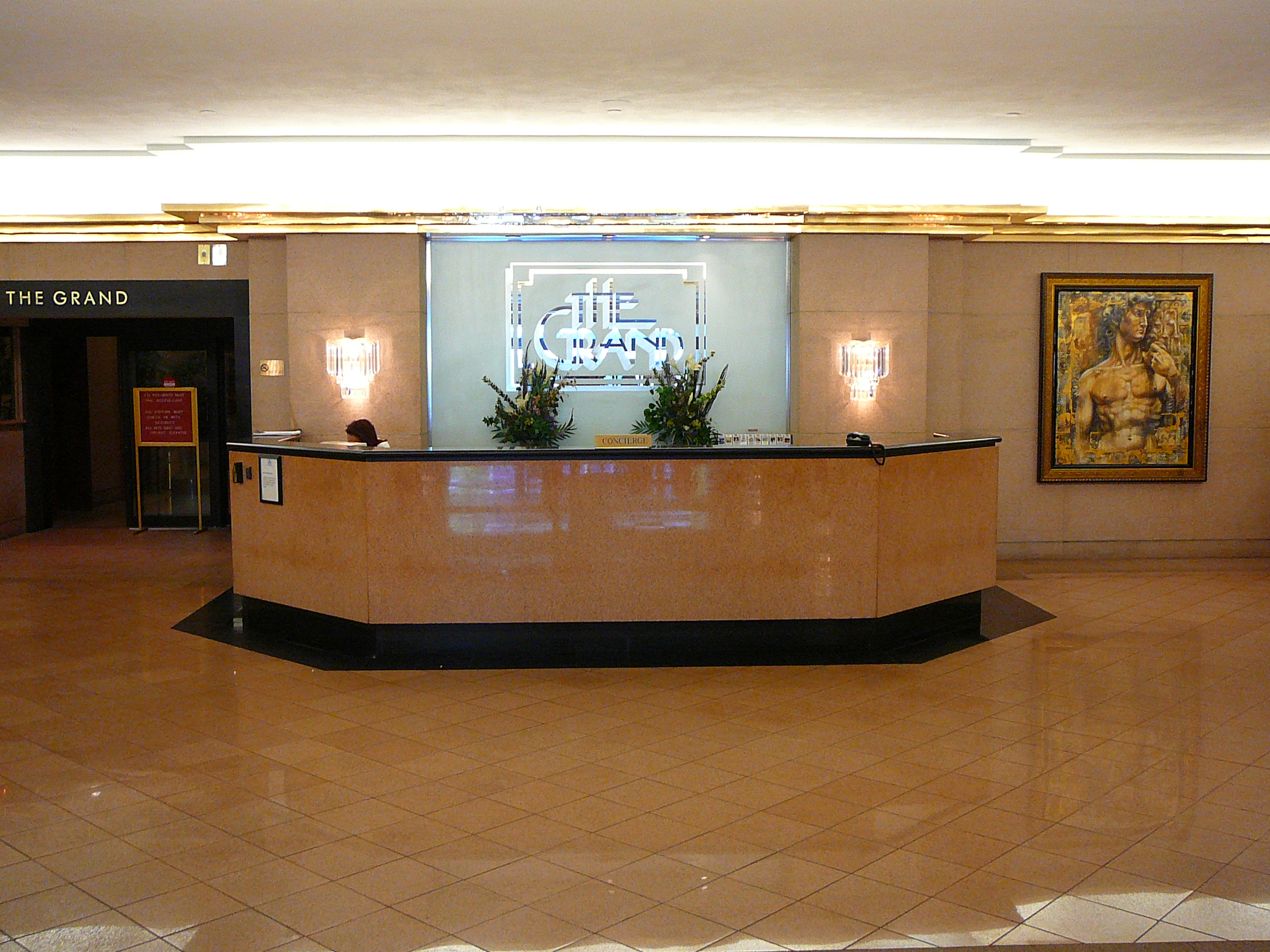
Tavolo del portinaio
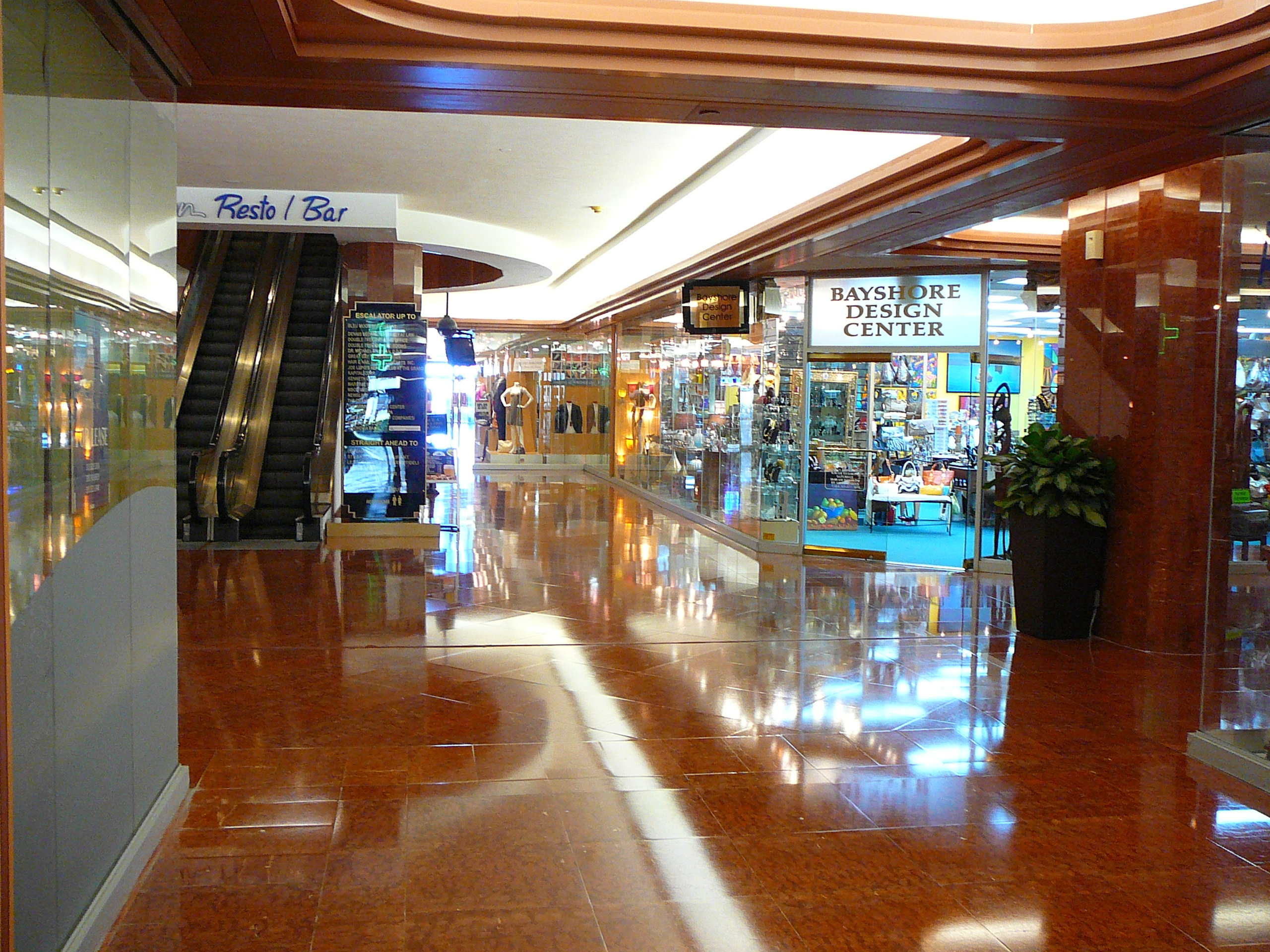
Porzione dello shopping mall al pian terreno
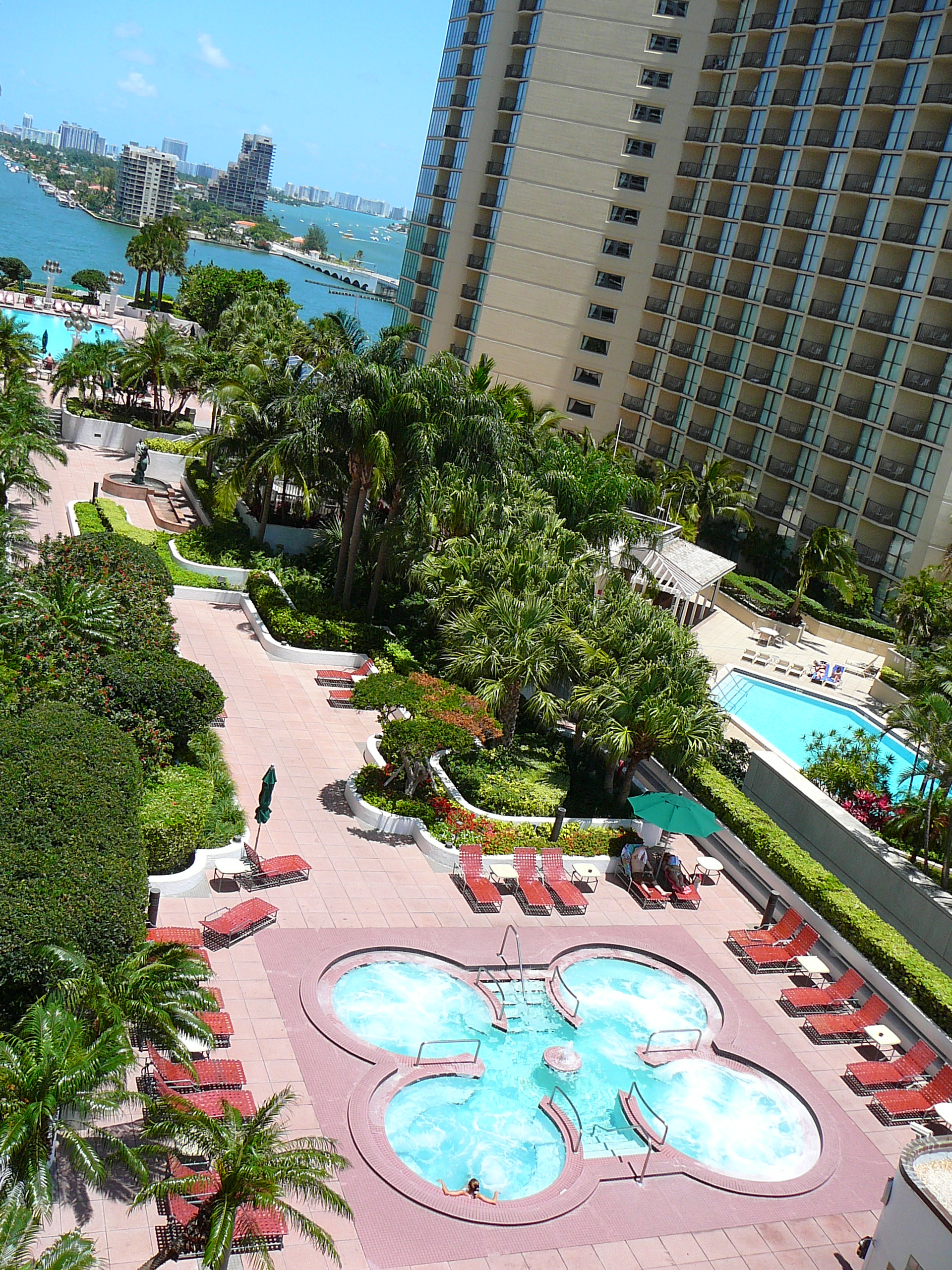
Piscina al decimo piano
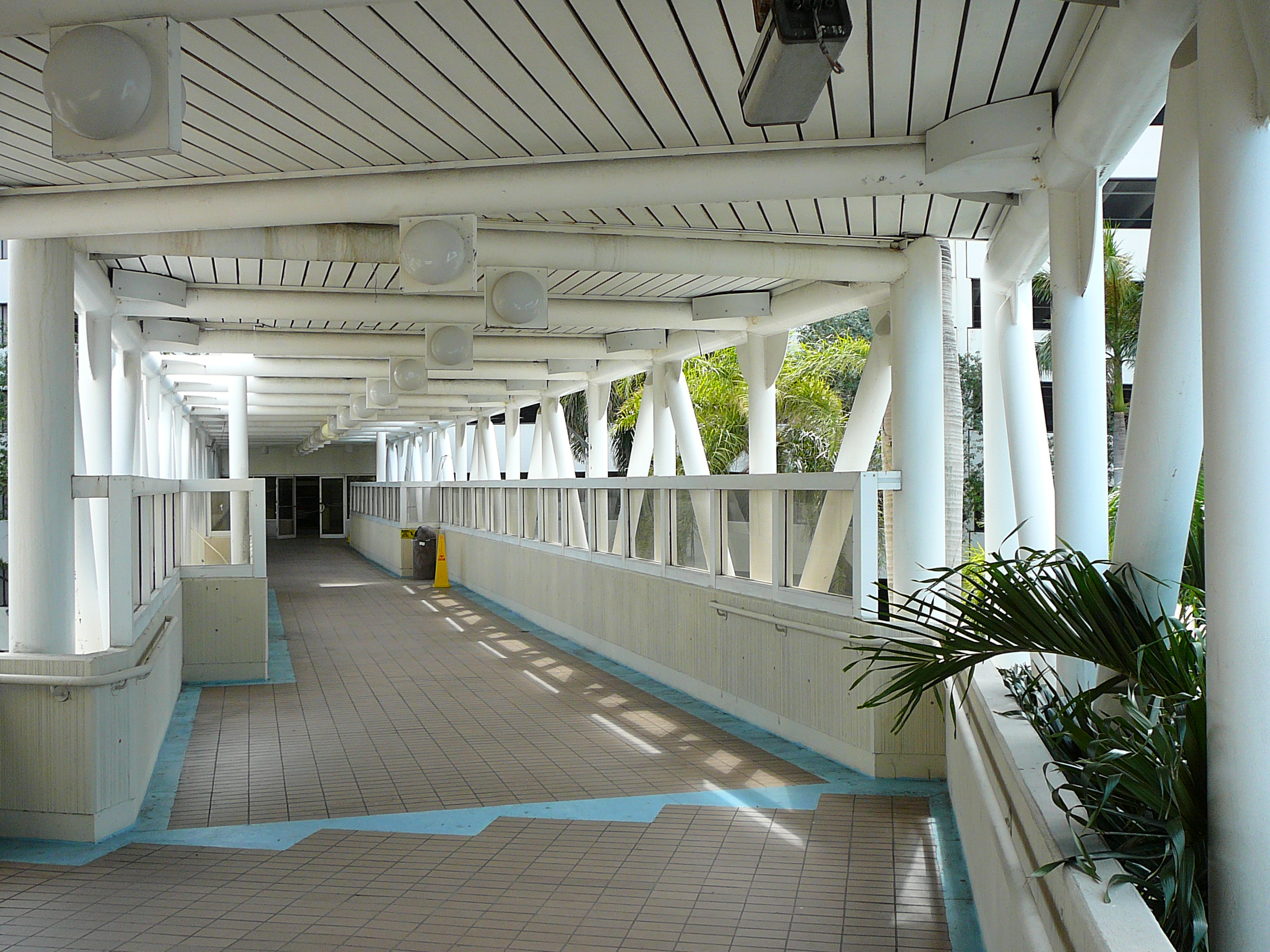
Connessione ad Omni
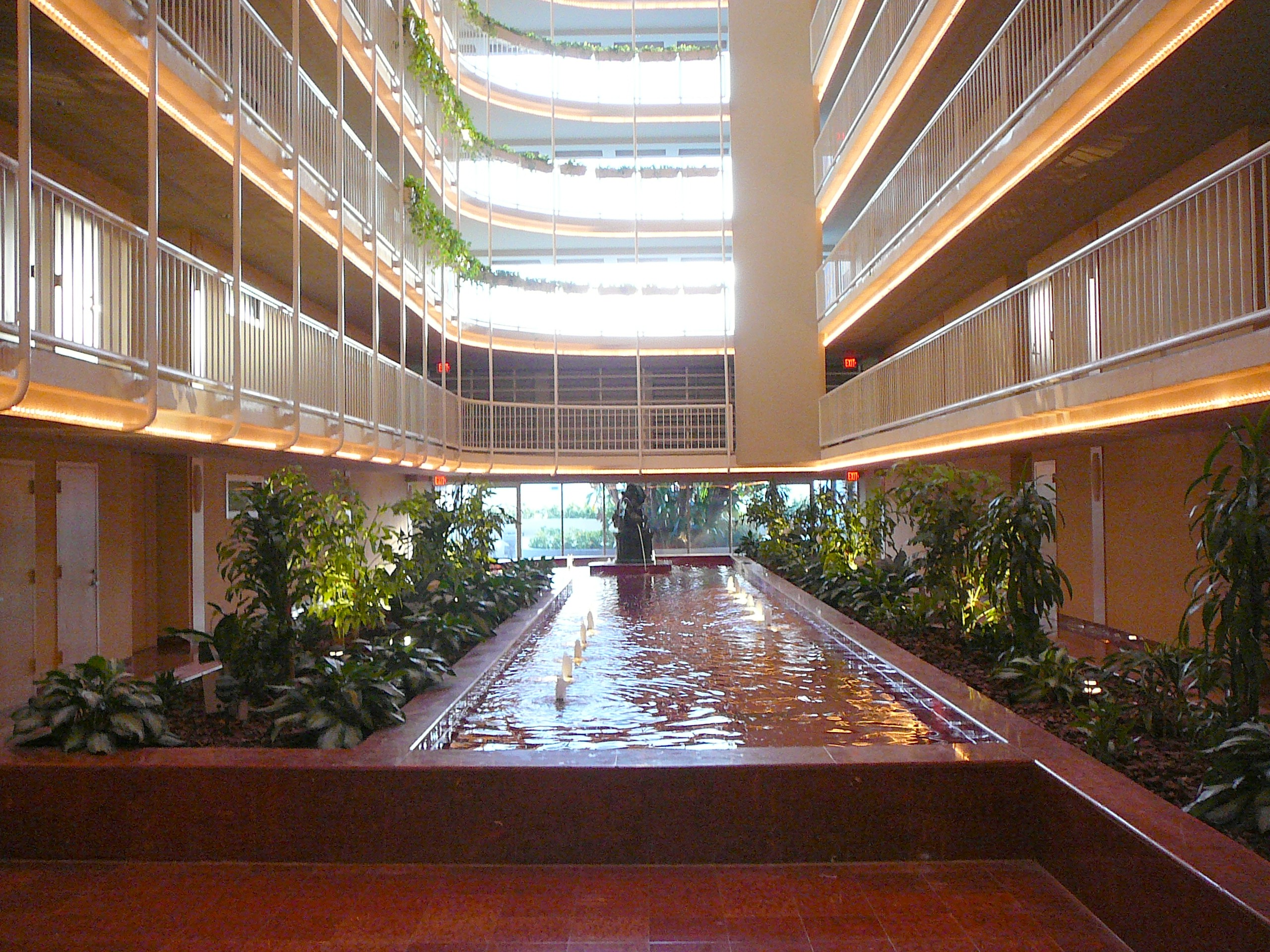
Vista dell'atrio ovest al decimo piano
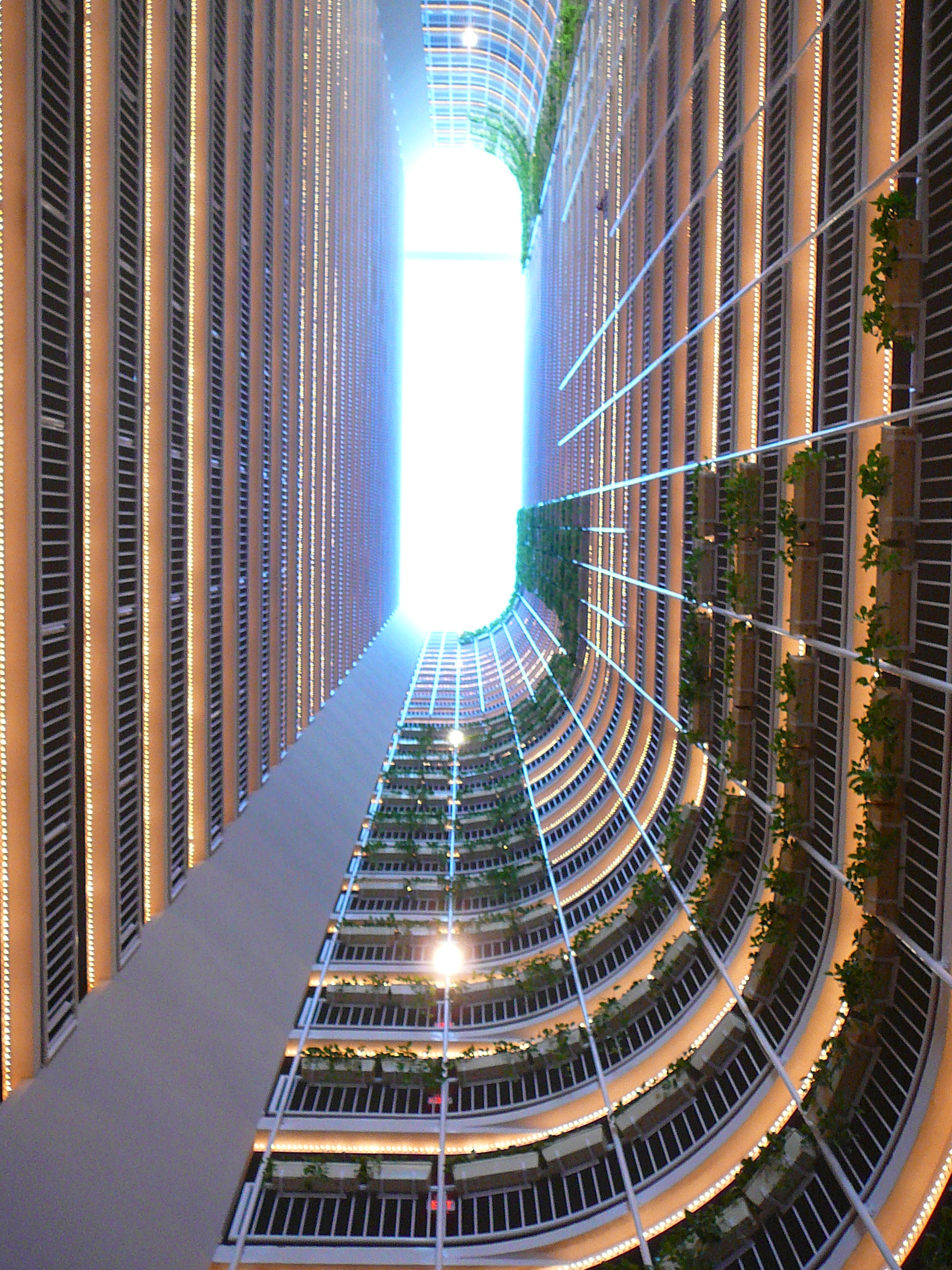
Vista verso l'alto atrio ovest
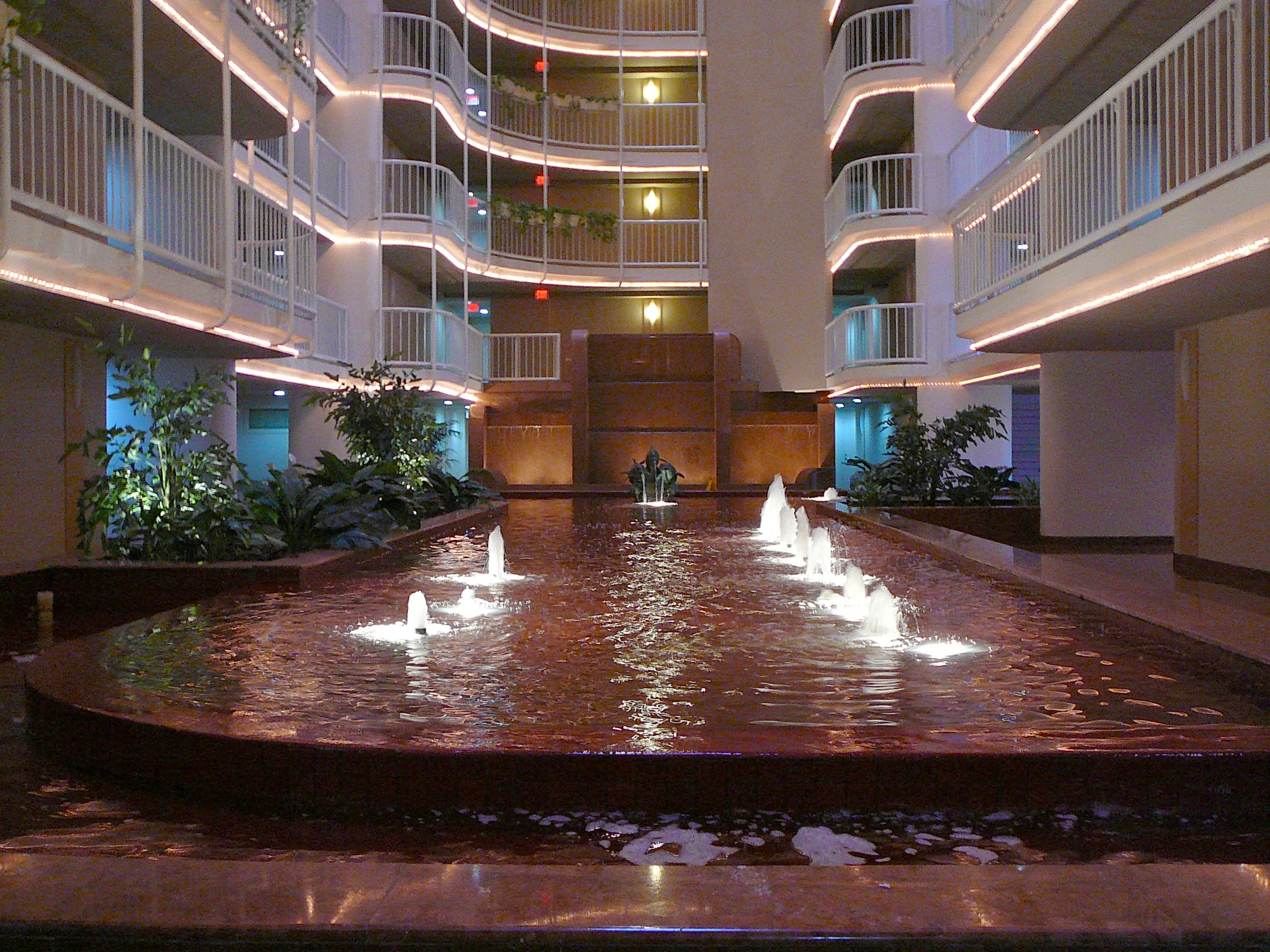
Vista dell'atrio est al decimo piano
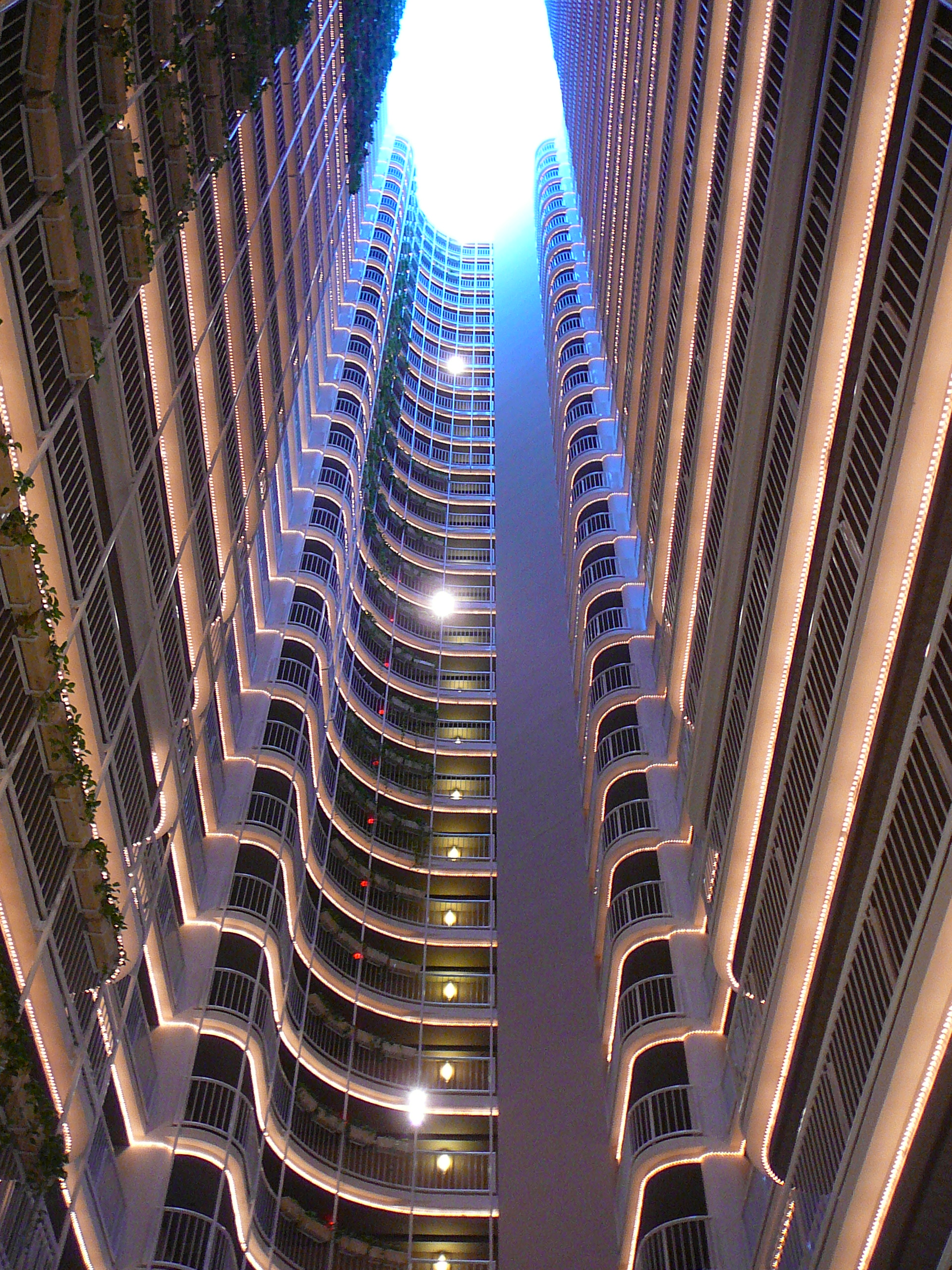
Vista verso l'alto atrio est